# Фредерік Менсон Бейлі
Фредерік Менсон Бейлі (8 березня 1827 — 25 червня 1915) — ботанік, працював у Австралії, зробив значний внесок в опис флори Квінсленду.

## Біографія

### Ранні роки
Народжений у Лондоні, Фредерік Менсон Бейлі був другим сином садівника Джона Бейлі та його дружини, уродженої Менсон. У 1838 році родина вирушила до Австралії, прибувши у Аделаїду 22 березня 1839 року на борту корабля Buckinghamshire. Джона Бейлі незабаром після прибуття запросили на посаду колоніального ботаніка, йому було доручено створити ботанічний сад. У 1841 році він пішов у відставку, зайнявся фермерством та згодом організував ботанічний розплідник в Аделаїді. У всіх цих починаннях батькові допомагав Фредерік.

## Діяльність
У 1858 році Бейлі вирушив до Нової Зеландії. У 1861 році почав торгівлю насінням у Брисбені. Протягом декількох років збирав зразки рослин у різних частинах Квінсленду, а також написав низку заміток про життя рослин у газети. У 1856 році Бейлі одружився з Анною-Марією, старшою дочкою преподобного Т. Вейта.
У 1874 році Бейлі опублікував Handbook to the Ferns of Queensland, у 1879 році — An Illustrated Monograph of the Grasses of Queensland. Йому доручили очолити ботанічний відділ Музею Квінсленда, а у 1881 році він став колоніальним ботаніком Квінсленду — цю посаду обійматиме до самої своєї смерті. У 1881 році видав свою чергову працю — The Fern World of Australia, а у 1883 році з'явилася A Synopsis of the Queensland Flora, праця на 900 сторінок, яка у наступні роки розширилася додатковими томами. Цю працю замінила капітальна публікація The Queensland Flora, видана у шести томах у період 1899—1902 років, з індексом, що вийшов окремим томом трьома роками пізніше. В той самий час з'явилася праця A Companion for the Queensland Student of Plant Life and Botany Abridged (1897), виправлене перевидання двох ранніх брошур. Іншою визначною роботою Бейлі стала A Catalogue of the Indigenous and Naturalised Plants of Queensland (1890), яка була розширена в багатоілюстрований Comprehensive Catalogue of Queensland Plants, Both Indigenous and Naturalised (1912).
Бейлі багато подорожував, його найважливіші експедиції охоплювали такі регіони, як затока Рокінгема, гряда Сів'ю і верхів'я річки Герберт (1873), західний Квінсленд і Рокгемптон (1876), Кернс і річка Баррон (1877), Белленден Кер (1889), річка Джорджина (1895), Торресова протокп (1897) та Британська Нова Гвінея (1898). Королівським товариством Нового Південного Уельсу у 1902 році Бейлі був нагороджений Медаллю Кларка. У 1911 році Бейлі став кавалером ордена Святого Михайла і Святого Георгія. Бейлі помер 25 червня 1915 року у Брисбені.

## Спадщина
Його син, Джон Фредерік Бейлі, був директором Ботанічного саду Брисбена, а згодом Ботанічного саду Аделаїди.
На честь Фредеріка Менсона Бейлі було названо близько 50 видів рослин, найвідоміший серед яких, мабуть — Акація Бейлі (Acacia baileyana).